# Мехет-Верет
Мехе́т-Вере́т (Мехтурт, Мехурт) — богиня неба та небесних вод у давньоєгипетській міфології. У давньоєгипетському міфі про створення світу говориться про те, що Мехет-Верет народжує сонячного бога Ра.

## Образ і функції
Мехет-Верет зображали у вигляді корови з сонячним диском між рогами або у вигляді жінки з головою корови. Вона ототожнювалася з такими богинями як Нейт, Ісіда і Хатхор, кожна з яких мала схожі риси, а також були очима Ра, тобто дочками Ра. Мехет-Верет могла бути і більш абстрактною, як вода чи лотос.
Богиня виступала жіночим аналогом Нуна, уособлення водного хаосу. Також ототожнювалася з Чумацьким Шляхом і водами підземного Нілу, яким вночі пливе бог сонця Ра.

## У міфах
Міф про створення світу описує, що першими дітьми Мехет-Верет були крокодили, які оселилися в первісних водах. Потім богиня народила Ра і, щоб захистити його він своїх перших дітей, винесла його на поверхню. Іноді замість Мехет-Верет у цьому міфі фігурує Нут, яка також зображалася в подобі корови.